# Artabotrys hexapetalus
Artabotrys hexapetalus este o specie de plante angiosperme din genul Artabotrys, familia Annonaceae. A fost descrisă pentru prima dată de Carl von Linné d.y., și a primit numele actual de la Bhandari. Conform Catalogue of Life specia Artabotrys hexapetalus nu are subspecii cunoscute.